# Nepomuk
Nepomuk é um município da República Checa, na região de Plzeň.
Sua população era de 3.600 habitantes em 2002.
A vila de Pomuk é mencionada pela primeira vez em 1144 quando um novo monastério foi construído nas redondezas. Em 1384 Pomuk foi anexada à vizinha Přesanice e renomeada para Nepomuk, à qual foi dada o status de cidade em 1413.
Nepomuk é a cidade natal de São João Nepomuceno, ali nascido em 1340.